# Cinquecento

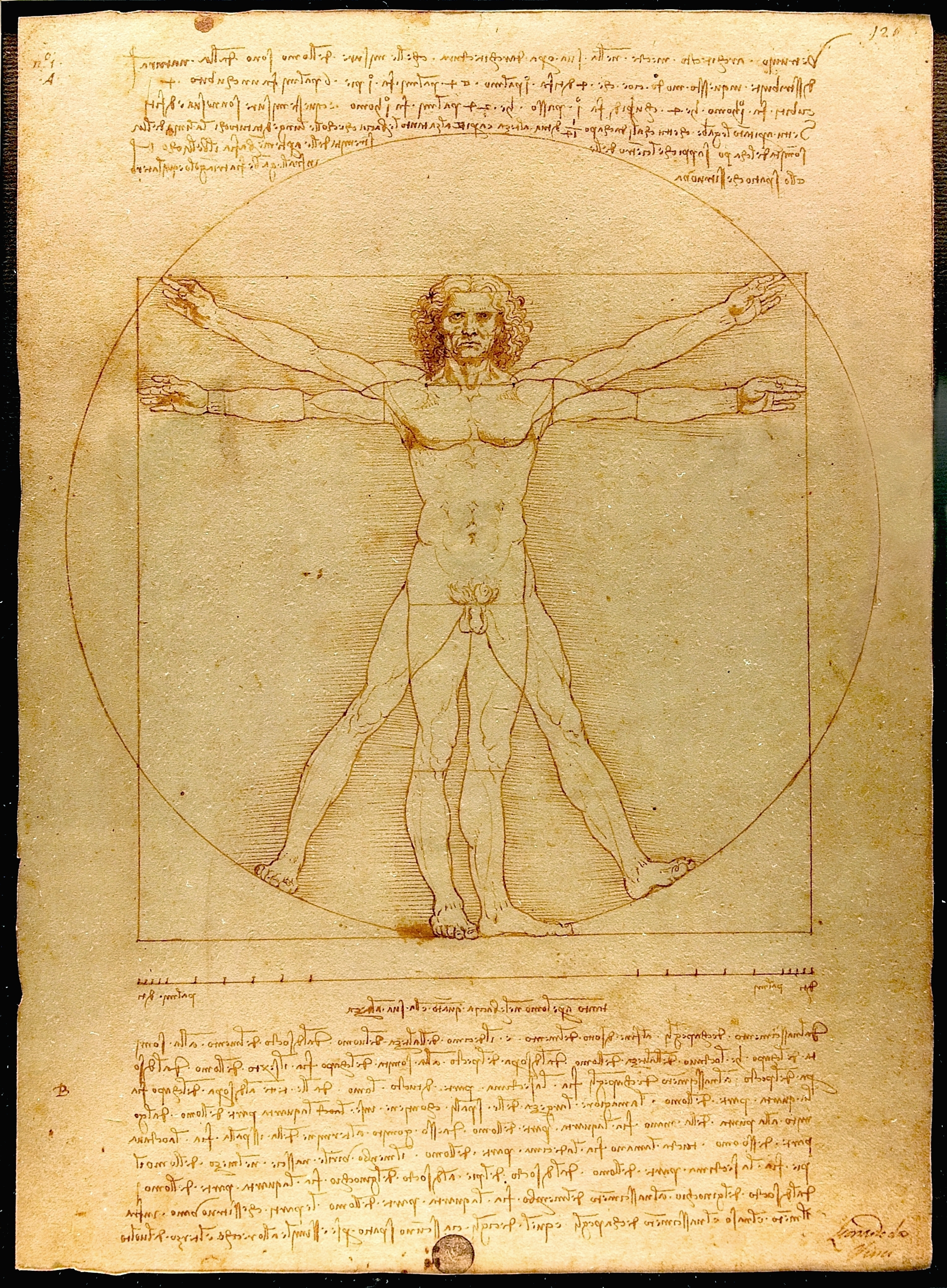
Leonardo da Vinci: anatomická studie "Vitruvius"

Pojem cinquecento ([tʃinkweˈtʃɛnto] italsky pět set) představuje v dějinách umění a literatury souhrnné označení pro 16. století (od roku 1501 do roku 1599) v Itálii. 
Pod tímto pojmem se rozumí označení uměleckých děl vzniklých v tomto období a umělecký styl (viz renesance/rinascimento), které se v tomto období vyvinulo.
Analogicky s tím se výtvarní a literární umělci 16. století nazývají cinquecentisté. Patří mezi ně zakladatelé a mistři nového stylu: ve výtvarném umění jako Donato Bramante, Michelangelo Buonarroti, Rafaello Sanzio, Correggio, Tizian, Benvenuto Cellini, Tintoretto, Paolo Veronese, Giorgione a částečně též Leonardo da Vinci. 
V oblasti literatury a poezie to pak byly osobnosti jako Francesco Berni, Ludovico Ariosto, Ottavio Rinuccini, Torquato Tasso, Bernardo Tasso, Niccolò Machiavelli a mnoho dalších.